# Geopark Hora svaté Anny
Geopark Góra Świętej Anny, nazývaný také Geopark Góra Św. Anny, Geopark gminny Góra Świętej Anny nebo Geopark Krajowy Góra Świętej Anny a česky lze přeložit jako Geopark Hora svaté Anny, je geopark/přírodní rezervace na území vesnice Góra Świętej Anny (Hora Svaté Anny) v gmině Leśnica v okrese Strzelce v Polsku. Geograficky se také nachází v pohoří Chełm v Horním Slezsku v Opolském vojvodství. Geopark je součástí přírodní rezervace Rezerwat przyrody Góra Świętej Anny a krajinného parku Park Krajobrazowy Góra Świętej Anny.

## Historie a popis
Geopark Góra Św. Anny byl založen v roce 2010 jako druhý v Polsku, hned po německo-polském Geoparku Muskauer. Popudem ke vzniku geoparku je jedinečnost a rozmanitost geologických hodnot lokality, které bylo vhodné představit veřejnosti a vytvořit tak i místo pro rekreaci a vzdělávání. Srdcem geoparku je zajímavý nefelinitový lom (kaldera zaniklé sopky). V kaldeře jsou vidět sopečné sloupy a sopečné horniny. Kromě toho lze vystoupit i na sopečný kužel. V geoparku a jeho okolí je zřízena geologická naučná stezka délky cca 10 km. Vznikly zde cesty, schody, vyhlídky a spousta informačních panelů. Také jsou zde sedimentární horniny (vápence, pískovce aj.), které jsou dokladem zaniklého pravěkého moře.

## Další informace
Geopark je celoročně volně přístupný.

## Galerie

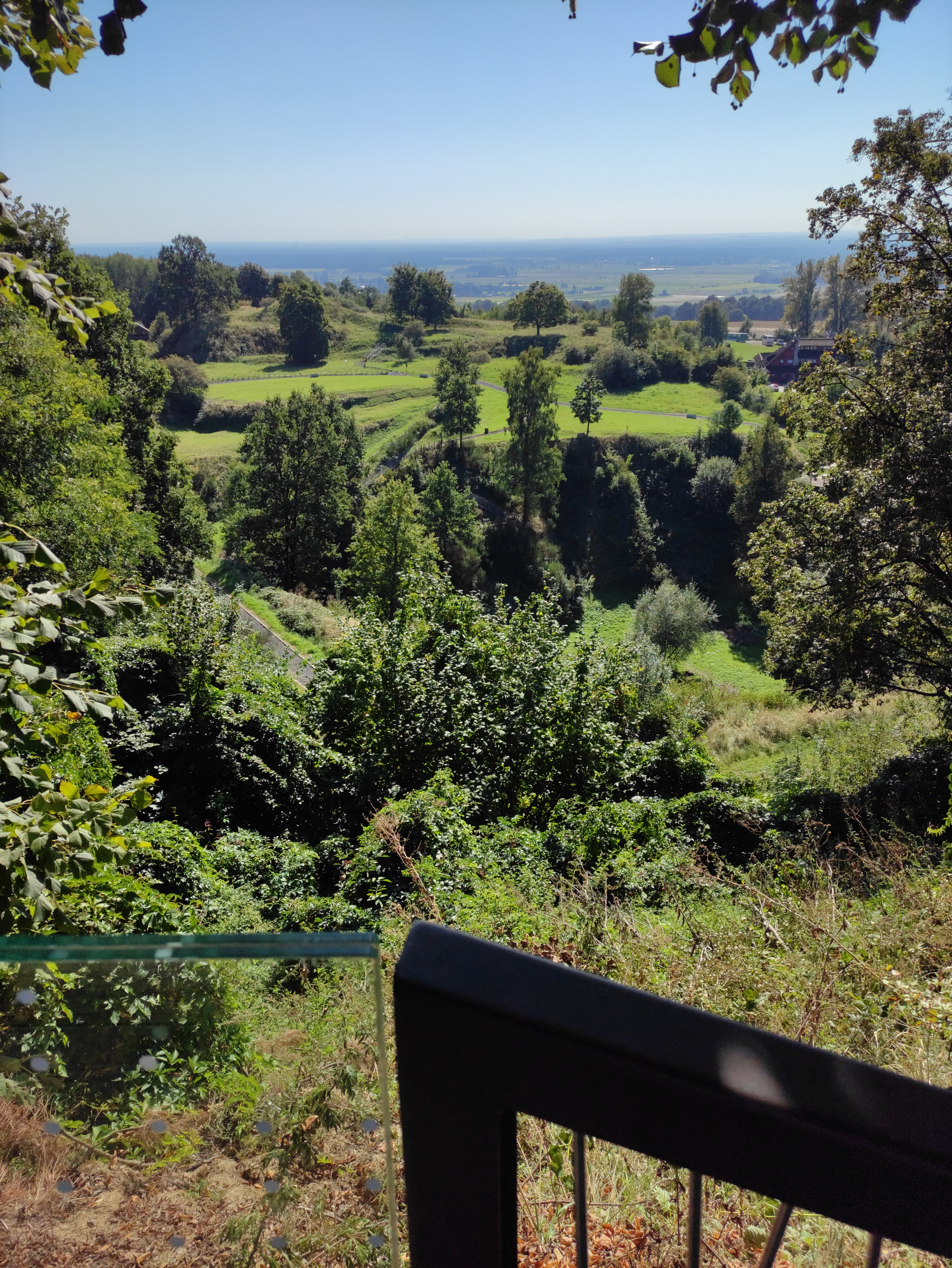
Vyhlídka
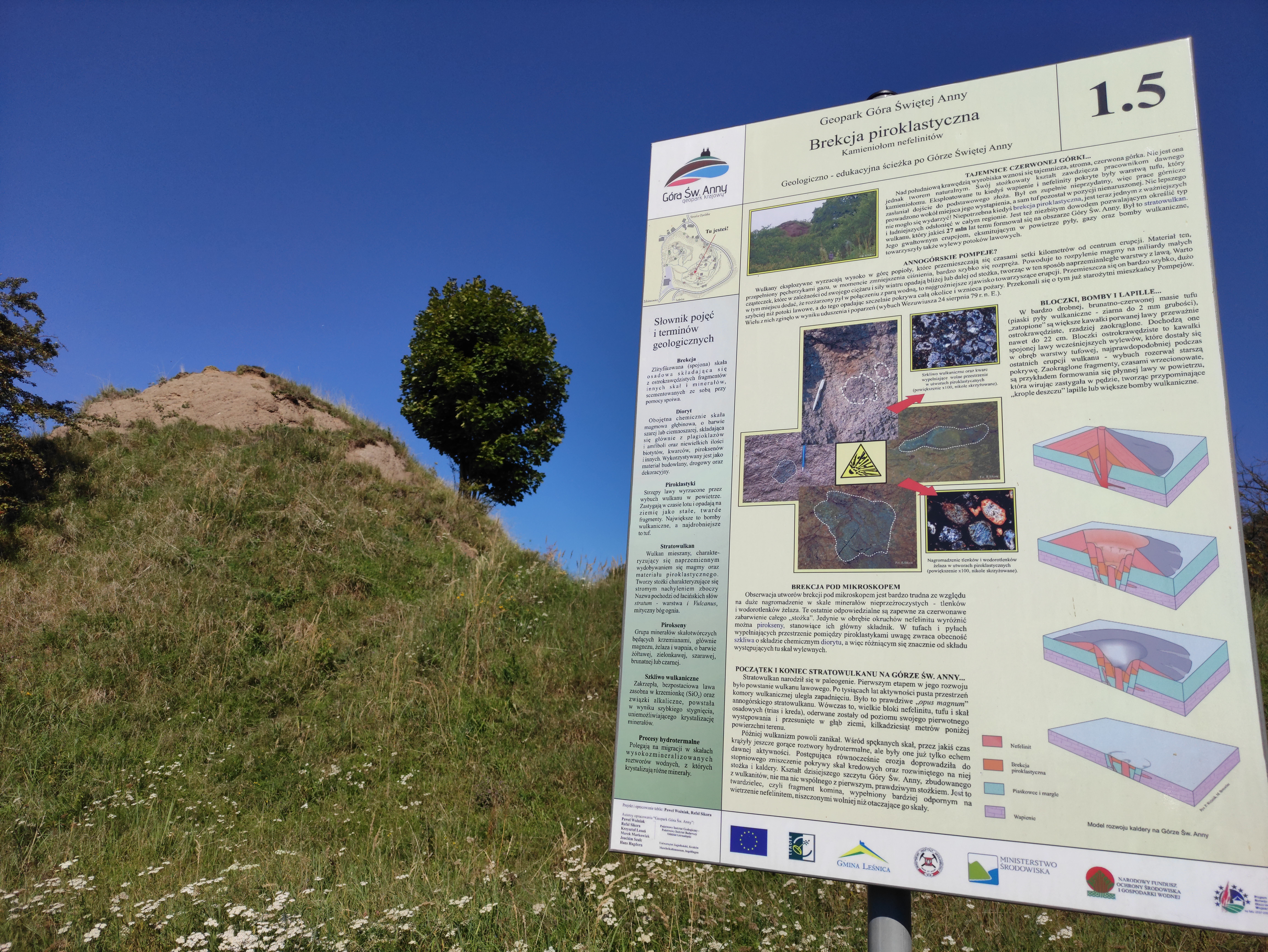
Informační panel (pyroklastické sedimenty)
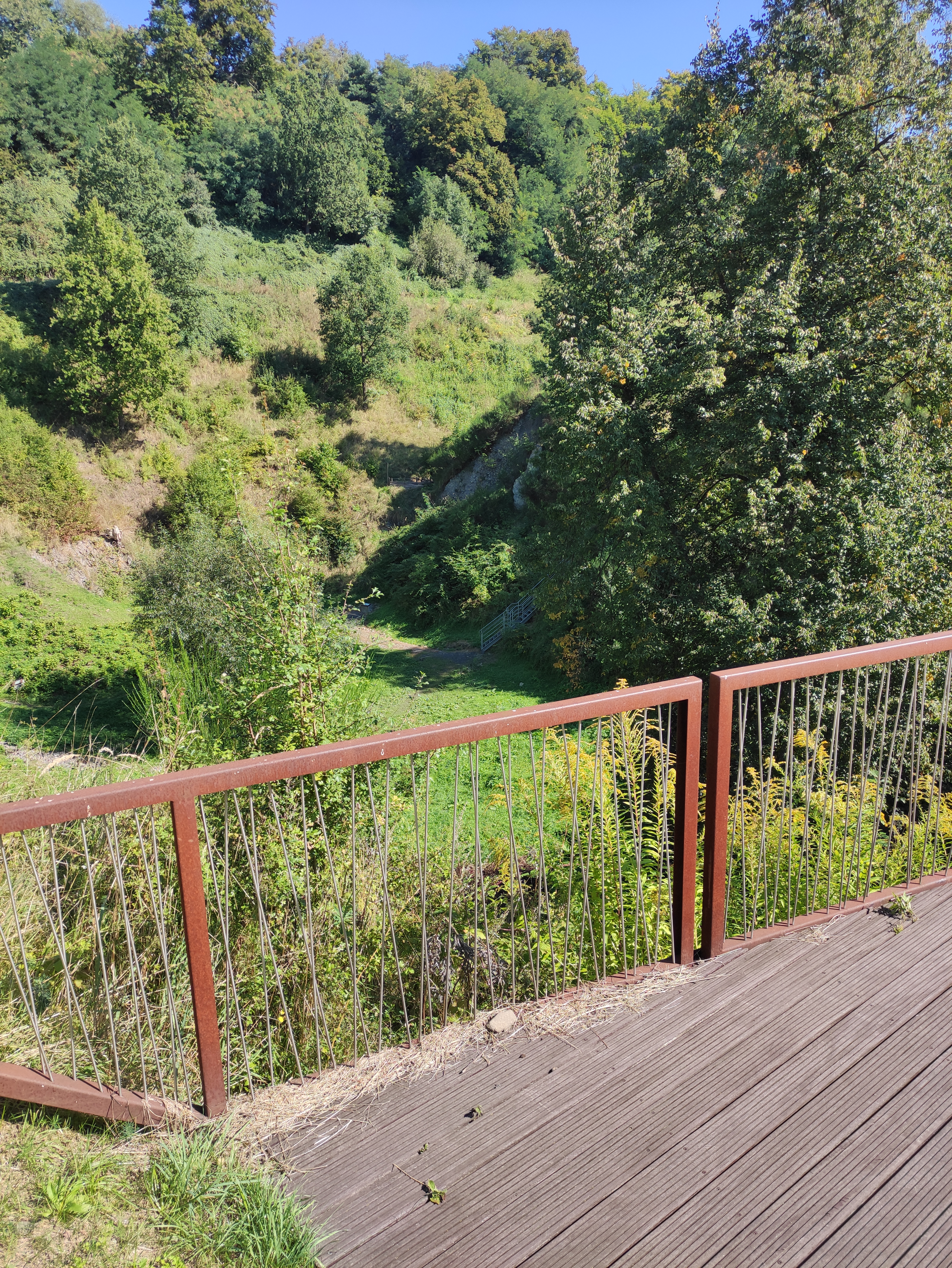
Vyhlídka
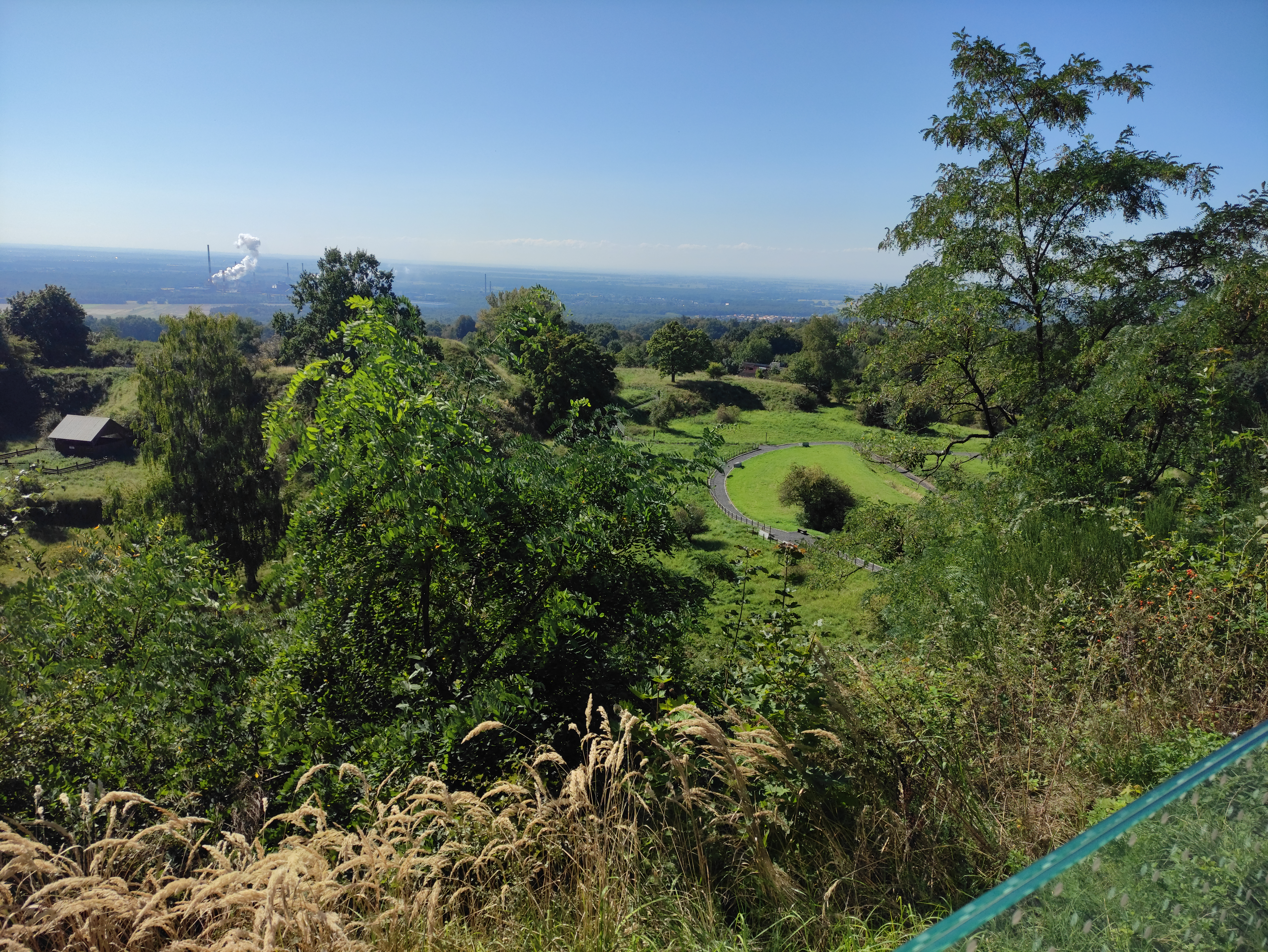
Vyhlídka
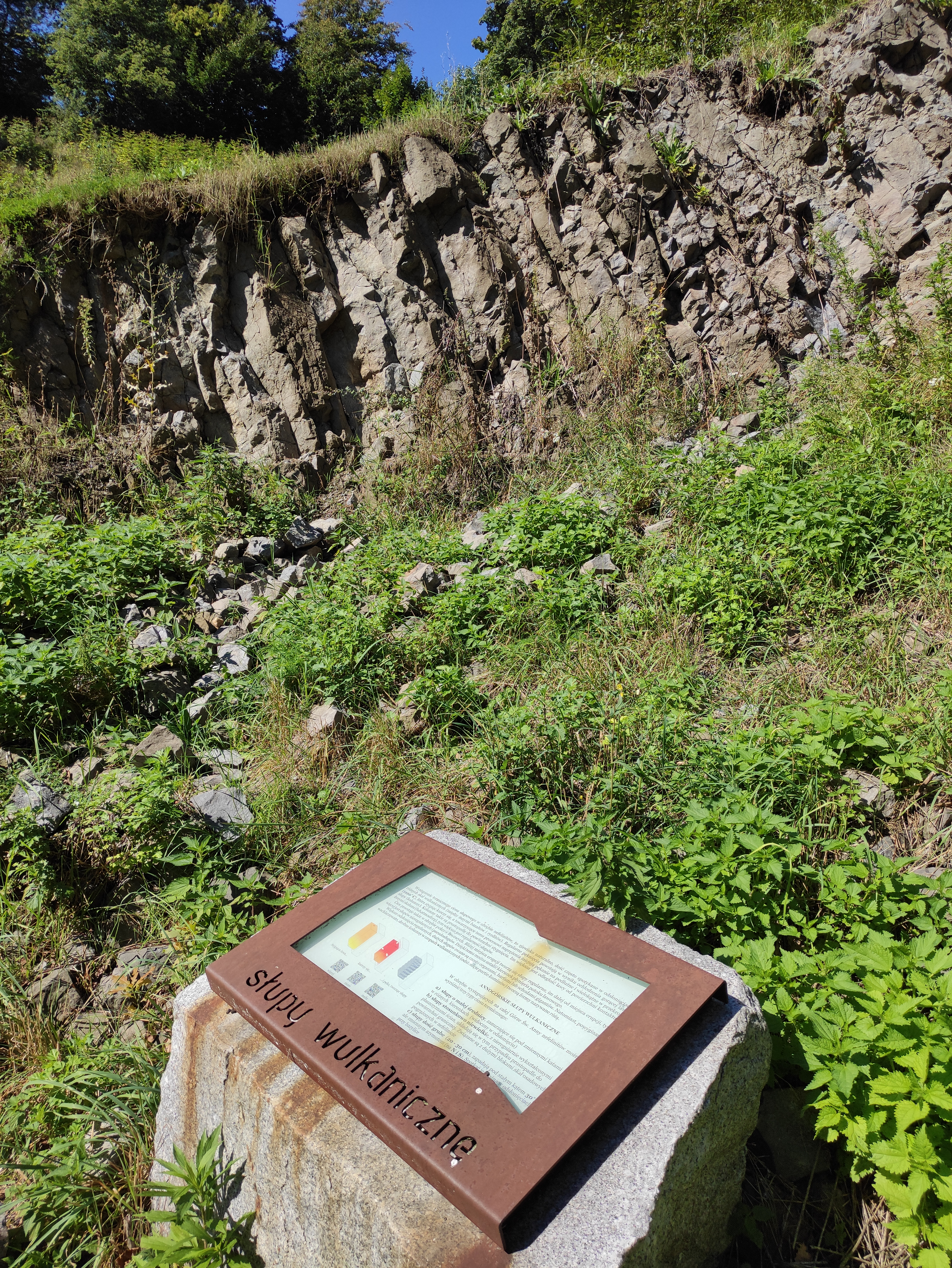
Informační panel
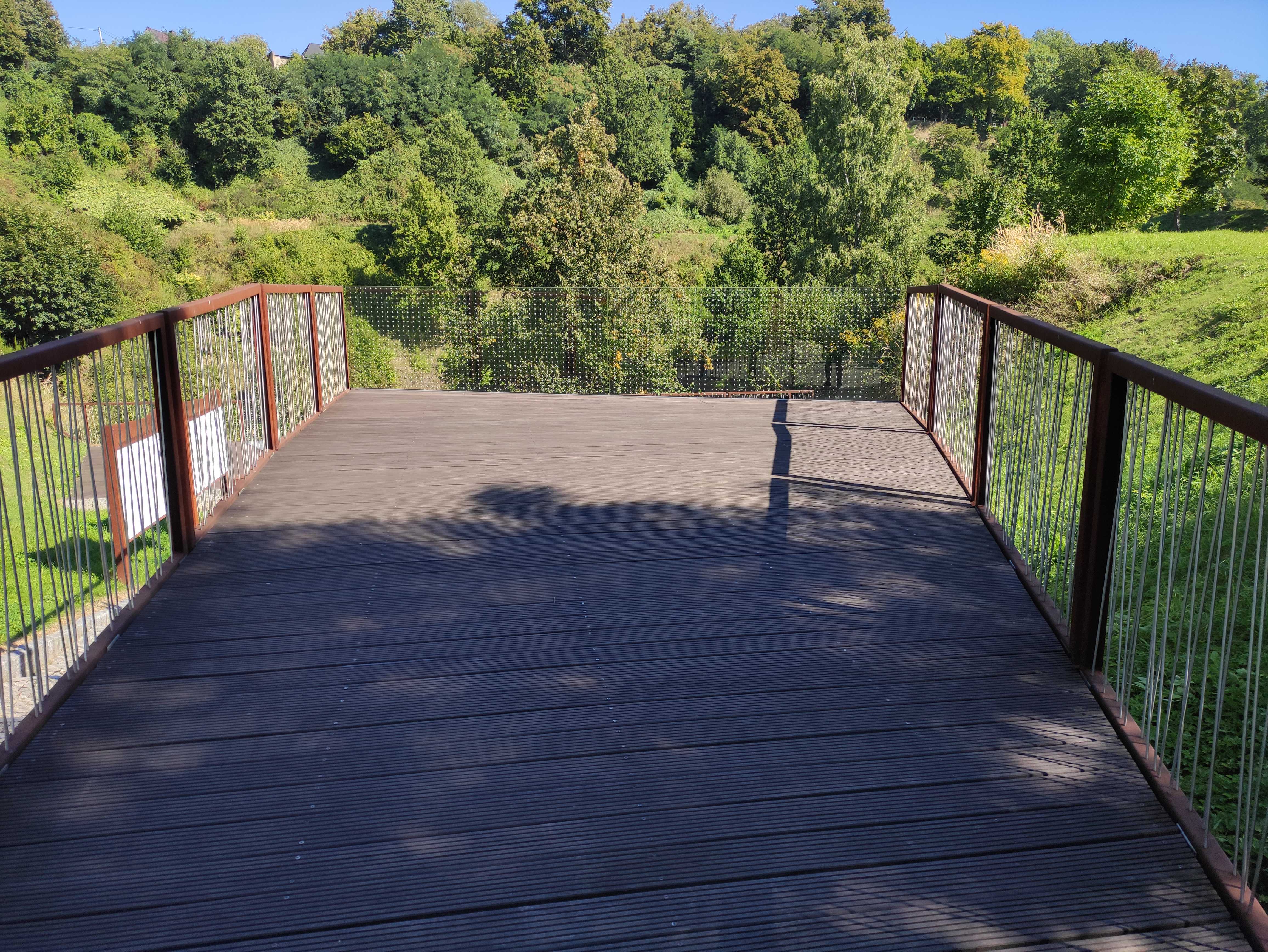
Hlavní spodní vyhlídka
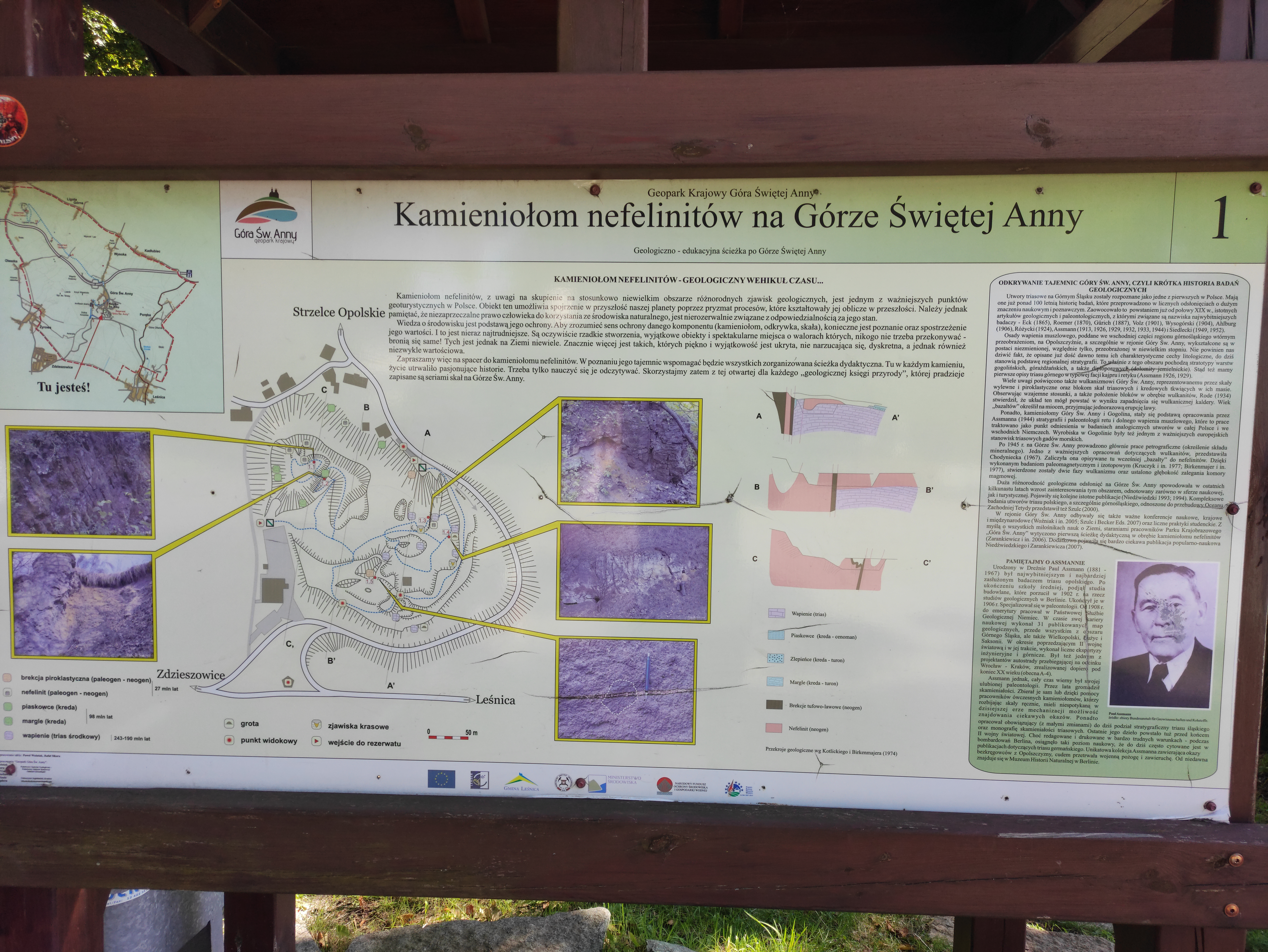
Informační panel (kamenolom nefelinitů)
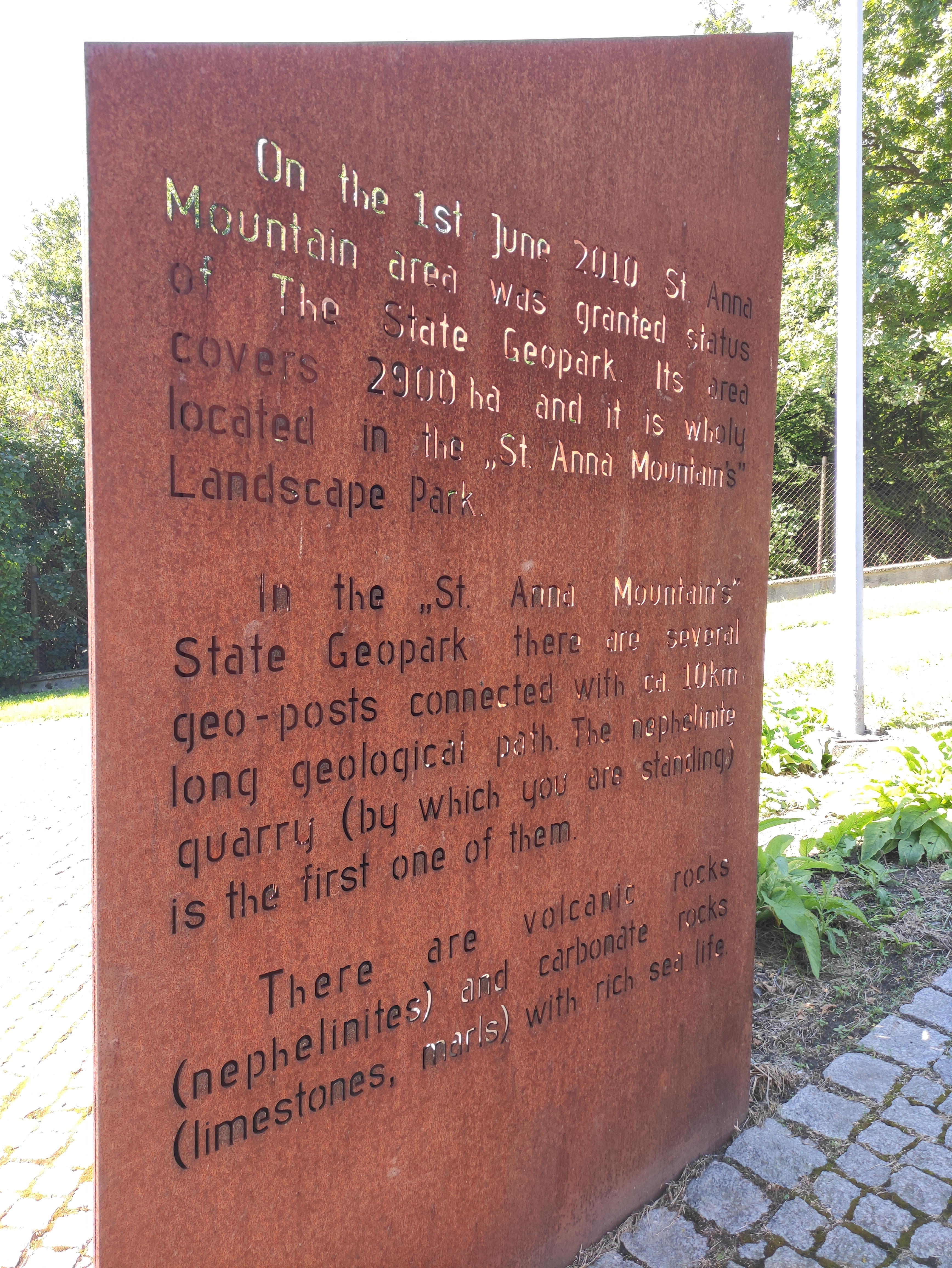
Informační panel (založení geoparku)
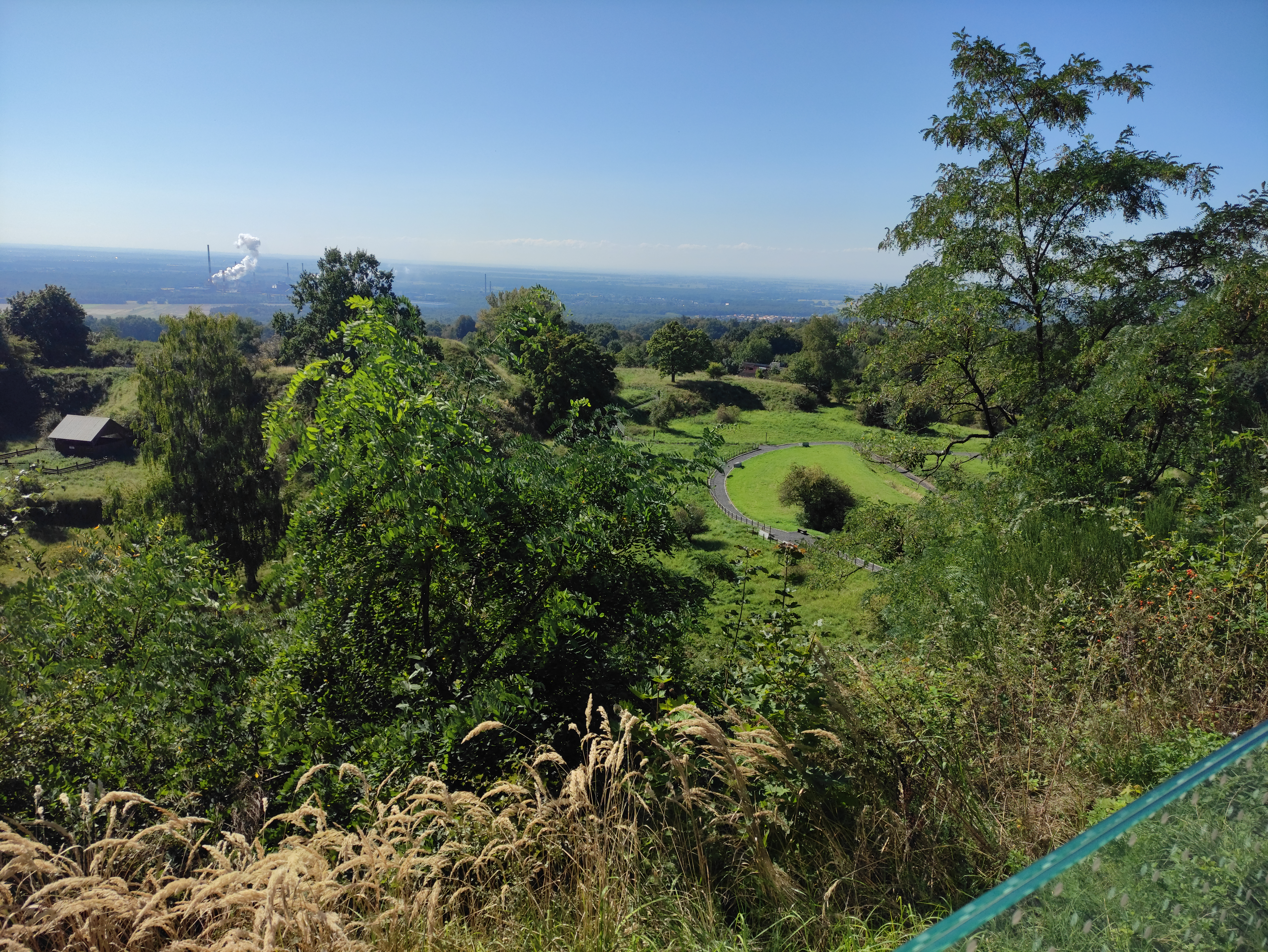
Vyhlídka
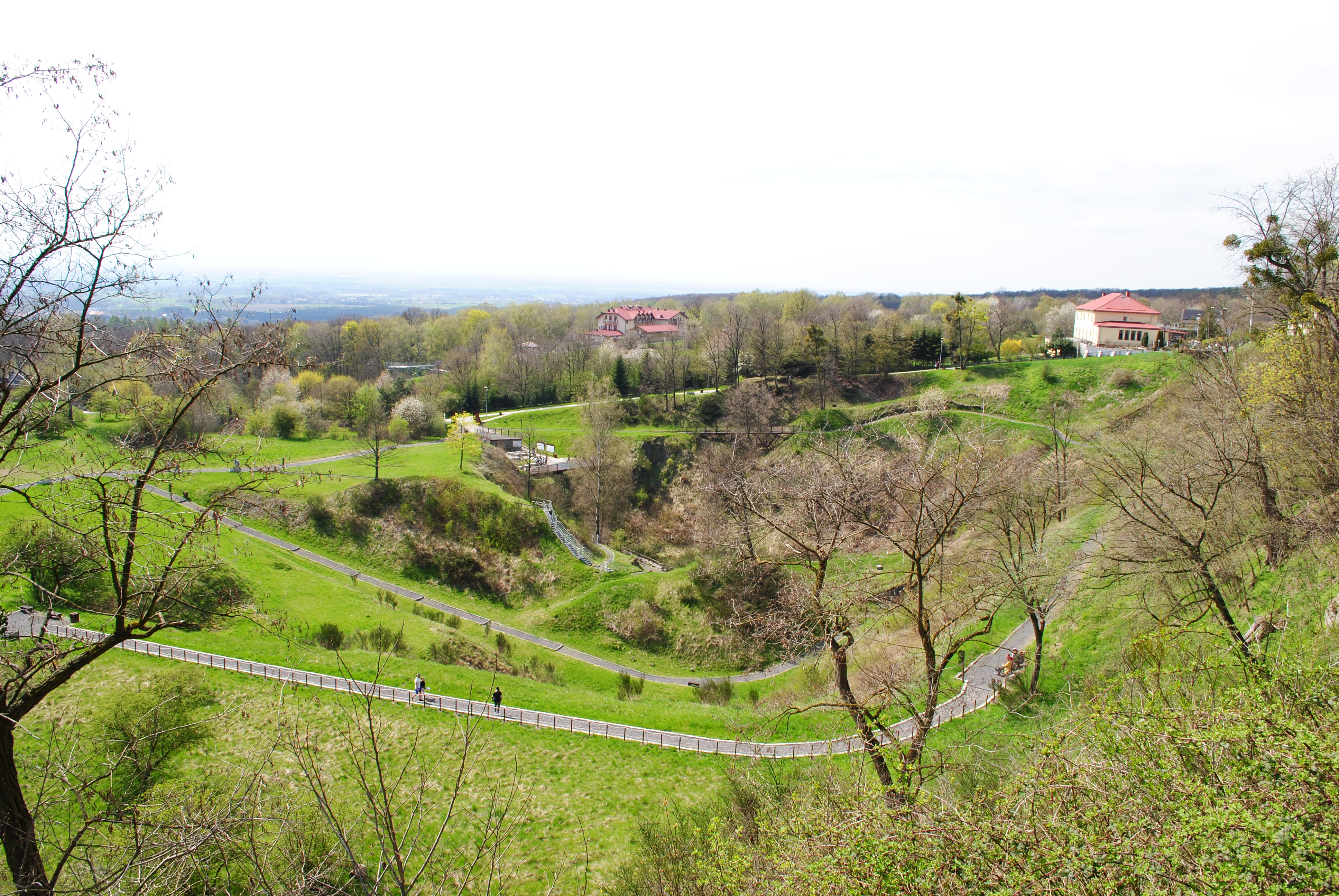
Krajina geoparku
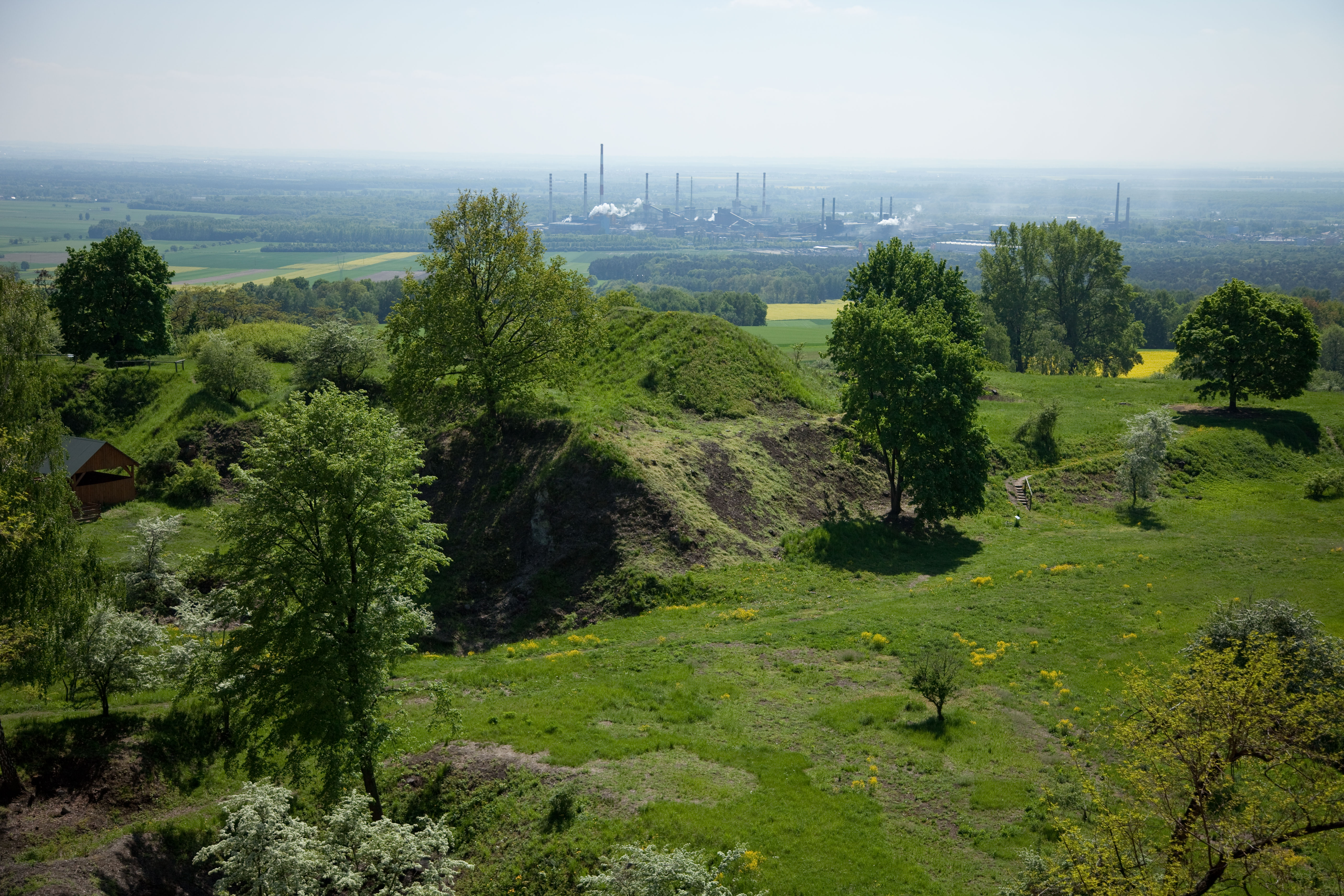
Výhled směrem do Kotliny Racibórske